# Pristomyrmex eduardi
Pristomyrmex eduardi är en myrart som beskrevs av Auguste-Henri Forel 1914. Pristomyrmex eduardi ingår i släktet Pristomyrmex och familjen myror. Inga underarter finns listade i Catalogue of Life.